# Pampa Aullagas (plaats)
Pampa Aullagas is een plaats in het departement Oruro, Bolivia. Het is de hoofdplaats van de gemeente Pampa Aullagas, gelegen in de Ladislao Cabrera provincie.
In de gemeente Pampa Aullagas spreekt 81,2 procent van de bevolking het Aymara.

## Bevolking
| Jaar | Populatie |
| ---- | --------- |
| 1992 | 464       |
| 2001 | 525       |
| 2012 | 1.074     |